# نظریه بهینگی
نظریه بهینگی یک الگوی زبان‌شناختی بر پایه این فرضیه است که صورت‌های زبانی ناشی از تعامل میان محدودیت‌های متقابل و متضاد هستند. این نظریه در روند تکوین دستور زایشی توسط آلن پرنس و پل اسمولنسکی پدید آمد و سپس توسط پرنس و جان مک‌کارتی گسترش یافت. این نظریه بیشتر در حوزه واج‌شناسی به کار می‌رود، اما در سایر حوزه‌ها مانند نحو، معنی‌شناسی و کاربردشناسی نیز کاربرد دارد. دو محدودیت در این نظریه مورد بررسی قرار می‌گیرند: محدودیت نشانداری و محدودیت وفاداری.
هرچند از بهینگی به یک نظریه تعبیر می‌شود، بهینگی یک نظریه زبانی نیست. بهینگی روشی در تفسیر محدودیت‌هاست که می‌تواند به عنوان ابزاری در نظریه‌های زبانی به‌ کار رود. منطق اصلی بهینگی بر این فرض استوار است که محدودیت‌ها را نمی‌توان به صورت صفر-و-یکی تفسیر کرد؛ بلکه محدودیت‌ها براساس رابطه‌شان با یکدیگر رتبه‌بندی می‌شوند. این نوع ساخت سلسله‌مراتبی موجب می‌شود محدودیت‌های دارای رتبه پایین‌تر له محدودیت‌های دارای رتبه بالاتر نقض شوند.

## واج‌شناسی
مدل واج‌شناسی بهینگی از پنج قسمت تشکیل شده‌است: ۱. درونداد، ۲. تولیدگر، ۳. کاندیدا، ۴. ارزیاب، ۵. برونداد.
در این مدل درونداد ورودی مدل است، و کاندیدا و برونداد خروجی دو فرایند تولیدگر و ارزیاب هستند. تولیدگر درونداد را به کاندیداها تبدیل می‌کند که به لحاظ نظری تعداد کاندیداها می‌تواند بی‌نهایت باشد. عملکرد چنین فرایندی صورت‌های آوایی را تولید می‌کند که این صورت‌ها نماینده کاندیداهای ممکنی هستند که می‌تواند توسط یک گویشور زبان تولید شود. ارزیاب فرایندی است که طی آن کاندیداهای به‌دست‌آمده از فرایند تولیدگر را مورد ارزیابی قرارداده و یکی از کاندیداها را به عنوان برونداد انتخاب می‌کند. ضابطه انتخاب برونداد در فرایند ارزیابی، مجموعه‌ای از محدودیت‌های پایایی و نشانداری است که بر اساس جهانی‌های تلویحی تعریف شده‌اند؛ بنابراین، محدودیت‌ها جهانی‌اند، با این‌ حال، ترتیب این محدودیت‌ها در زبان‌های مختلف متفاوت است. صورتی که توسط ارزیاب از میان کاندیداها، به عنوان برونداد گزینش‌ می‌شود، صورت بهینه نامیده‌ می‌شود.